# RBM25
RBM25‏ (RNA binding motif protein 25) هوَ بروتين يُشَفر بواسطة جين RBM25 في الإنسان.